# Patricia Calvo Guzmán
Patricia Calvo Guzmán (Ciudad de México, 1974) es una pintora y fotógrafa mexicana.
Realizó sus estudios de Licenciatura en Bellas Artes en la Accademia di Belle Arti di Brera, Milán. Llevó a cabo una maestría en caligrafía antigua y grabado, en el Central Institute of Fine Arts de Pekín, Ha desarrollado su carrera artística en Brasil, Italia, Estados Unidos, y China, país donde radica desde 1998.

## Estudios
1990-1991. Talleres de técnicas y pintura con Ianelli y Luciano Falciano (premios internacionales), São Paulo, Brasil
1991-1992. Estudios de pregrado en el INBA, Ciudad de México, lugar en donde compartió estudios con grandes artistas plásticos de la talla del destacado escultor mexicano Roberto Ledesma Ávila.
1993-1997. Graduada con mención honorífica, Licenciatura en pintura e historia del arte en la “Accademia di Belle Arti di Brera”, Milán, Italia

## Pintura
La obra plástica de Patricia Calvo ha estado expuesta en distintos países: Il Castello Sant'Angelo, Nápoles; Galleria Berlot Brecht , Milán; Centro Cultural Recoleta, Buenos Aires; Bellas Artes, Buenos Aires; Fan Gallery , Pekín; Embajada de México en China; Xidan Library, Pekín; Qingdao , Pekín; Centro Eugenio Montale, Sao Paulo; Consulado de México en Sao Paulo; entre otros.

## Fotografía
Patricia Calvo realiza su obra fotográfica más reciente acerca de la transformación urbanística y social de la ciudad de Pekín. 
La artista documenta fenómenos de transformación social como: la demolición y reconstrucción de barrios enteros, la aparición de una población flotante, pendiente de reubicación; la alta densidad y discordancia de símbolos proyectada sobre un espacio urbano saturado; la proyección de futuras ciudades; gentes pendientes de un desplazamiento, de una asignación, recortados contra un paisaje que nunca llega a estructurarse del todo.
El proyecto fotográfico de Patricia Calvo invita a una reflexión radical sobre las condiciones sociales, estéticas y de habitabilidad de la megalópolis.[cita requerida]

## Trayectoria artística
1991. “Primer plano” Instituto Eugenio Montale, São Paolo, Brasil. (Exposición individual)
1991. “Realidades paralelas”, Consulado de México,  São Paulo, Brasil. (Exposición individual)
1992. “O Vídeo”, Brera, Milán, Italia. (Exposición colectiva)
1992. “Blanco sobre negro”, Plaza Galerías, Ciudad de México. (Exposición colectiva)
1997. Premiada como la mejor artista plástica de 1997 por la “Accademia di Belle Arti y el Consejo de La Comunidad Económica Europea”
1997. “Arte in Giro 1”, Sala Tezozomoc, Azcapotzalco, Ciudad de México. (Exposición colectiva)
1997. “Fragmentos”, Centro Cultural Jesús Reyes Heroles, Ciudad de México. (Exposición colectiva)
1997. “The Original Printing”, Sala Ottocentesca, Castello Visconteo-Sforzesco di Galliate, Italia. (Exposición colectiva).
1997. “Primer plano”, Galleria Berthold Brecht, Milán, Italia. (Exposición colectiva)
1998-2000. Becada por el gobierno chino para realizar una maestría en caligrafía china y grabado antiguo chino y estudios de chino, en “The Central Institute of Fine Arts”, Pekín, China
2000. “Visions on China”, Cofco Plaza, Pekín, China (Exposición individual)
2000. “Lost soul”, Embajada de México en Pekín, China(Exposición individual)
2000. “Visions on China”, Cofco Plaza, Pekín, China (Exposición individual)
2000. “Lost soul”, Embajada Mexicana en Pekín, China(Exposición individual)
“Latinamerican Female Artist” Museo de Bellas Artes, Buenos Aires, Argentina. (Exposición individual)
2001. “Words are insufficient”, Fun Gallery, Pekín, China.(Exposición individual)
2001. “Máscara” Xidan Library, Pekín, Shanghái, China.
2202.  “Latin Art” Beijing Romantic Club, Pekín, China. (Exposición individual)
2002. “All the best for the dead man” Escenografía, vestuario y maquillaje, Embajada de Yugoslavia en Pekín, China. 
2202.  “Land and sunshine” Tsingdao, China (Exposición individual)
2004.  “Mácaras 2” Xidan Library, PekínChina. (Exposición individual)
2004. “Vida en China” Instituto de Geografía e Historia, Ciudad de México, México(Exposición individual)
2006.“Incidencias sobre la muerte”, Casa de México en La Habana. Cuba. (Exposición individual)
2006. “Dinámicas de la cultura urbana. Pekín.”, Novena bienal de La Habana.  Cuba. 
2006. “Arte in Giro 2”, Centro Cultural Recoleta, Buenos Aires, Argentina. (Exposición colectiva)